# Embalse de Los Peares
El embalse de Los Peares (en gallego: Encoro dos Peares) es un embalse español situado entre los municipios de Carballedo y Pantón, en la provincia de Lugo, sobre la vertiente norte del río Miño. Inaugurado en 1955, tiene una capacidad de 182 hm³ y ocupa una superficie de 535 ha.
En cuanto a la evolución anual del agua embalsada, se mantiene más o menos constante entre unos valores de 170 y 180 hm3 en la mayoría de los meses del año, no obstante se observa que normalmente entre los meses de septiembre y octubre, el volumen de agua en el embalse desciende hasta unos 135 hm3, para en los mese siguientes recuperar su régimen normal de volúmenes.
El uso principal de este embalse es el de generar energía hidroeléctrica a través de la central situada en la base de la presa, explotada por Unión Fenosa, que, tras su ampliación a principios de la segunda década del siglo XXI, produce unos 200 MW de potencia. No obstante, también es utilizado en otros ámbitos, como el del baño y la navegación, ya que el embalse cuenta con un pantalán en su orilla oeste utilizado por pequeñas embarcaciones recreativas.
La presa fue proyectada por el ingeniero Enrique Becerril Antón-Miralles, el cual la diseñó como presa de gravedad con un único desagüe de fondo y un único aliviadero regulado con compuertas que cuenta con un canal liso terminado en un cuenco de disipación con dientes. Tiene una altura de 94 m desde los cimientos, un volumen de 410.000 m3 y su coronación, por la que pasa una carretera, tiene una cota de 196,5 m y una longitud de 261 m.
La zona en la que se enmarca este embalse está muy próxima a la unión de los ríos Miño y Sil. Estas tierras cuentan con una gran belleza natural al pasar los ríos serpenteando por grandes colinas montañosas, por lo que existen varios miradores en la zona e incluso servicios de visitas en barco por los cañones del Sil desde los que se aprecian los viñedos de la Ribeira Sacra.